# General Bravo
General Bravo es una población situada en la parte oriental del Estado de Nuevo León, México. La cabecera municipal está en las coordenadas 25° 48' de latitud norte y 99° 10' de longitud oeste. Se encuentra a una altitud de 150 m sobre el nivel del mar, y su población es de 7799 habitantes, repartidos en una superficie de 2073.2 km²
Los sectores económicos más importantes son el ganadero, el agrícola y el comercial. Entre las fiestas se mencionan la de la fundación celebrada el mes de noviembre, la fiesta de la Santa Cruz, patrona del Municipio en el mes de mayo; las fiestas de septiembre: mes de la patria. La población del 2000 era de 5,854 habitantes, en el censo del 2005 fue de 6,385 habitantes

## Escudo
En el año 1984, se lanzó una convocatoria o concurso para que todo el municipio participara en el diseño del escudo municipal quedando como ganador el profesor Arnoldo Guajardo Arizpe, el diseño es una recopilación de los tres primeros lugares de dicha convocatoria, en la parte superior de este escudo está la efigie del General Nicolás Bravo en cuyo homenaje fue nombrado el municipio.
En la parte superior izquierda se observa el antiguo Palacio Municipal, a la derecha se representa los campos labrantíos con los productos agrícolas más importantes del municipio: sorgo forrajero, trigo, sandía y melón, así como cabezas de ganado que representa la ganadería de nuestro pueblo.
En la parte inferior izquierda se observa el quiosco de la plaza principal y al fondo: el hemiciclo representado a las familias fundadoras, a la derecha se observa la parroquia de la Santa Cruz y en el centro, el león rampante, y por el borde el lema cultura, progreso y trabajo. En la banda de abajo el nombre del municipio.

## Historia
Alrededor del año 1790, cuando era gobernador del Nuevo Reino de León, Joaquín Mier y Noriega, se fundó "El Rancho del Toro", principal antecedente del hoy municipio de General Bravo; también se llamó Rancho del Toro de Abajo y Villa de San Juan Bautista.
EL municipio fue fundado el 18 de noviembre de 1868 después de lograr la separación del municipio de China, Nuevo León, del cual formaba parte, esto durante el Gobierno del General Jerónimo Treviño.

## Personas destacadas
Entre los personajes ilustres del municipio se cuentan los siguientes:
- Desiderio Cantú Leal y el teniente coronel Darío Garza Cantú. Por sus gestiones se logró la erección del antiguo "Rancho del Toro" en el actual General Bravo.
- Julián Garza Tijerina (1899-1976). Presidente del patronato Cruz Verde y senador de la República, subdirector del Hospital Militar de Monterrey, diputado federal por el 2° Distrito. Médico Militar, miembro del ejército mexicano.
- Bonifacio Salinas Leal. General de división, gobernador del estado de Nuevo León y del estado de Baja California.
- Arturo Bonifacio de la Garza y Garza (1905-1952). Licenciado, gobernador del Estado de Nuevo León.
- Mentor Tijerina de la Garza (1921-2005). Realizó cirugía de corazón, una comisurotomia mitral cerrada el 22 de marzo de 1953, siendo la segunda de ese tipo en México y realizó la primera comisurotomia aórtica por vía ventricular izquierda, siendo la primera cirugía de su tiempo no solo en México sino en el mundo.